# Andrea Zambelli
Andrea Zambelli (ur. 25 kwietnia 1927, zm. 1994) – włoski bobsleista, złoty medalista mistrzostw świata.

## Kariera
Największy sukces w karierze Zambelli osiągnął w 1954 roku, kiedy wspólnie z Guglielmo Scheibmeierem zwyciężył w dwójkach podczas mistrzostw świata w Cortinie d'Ampezzo. Był to pierwszy w historii złoty medal dla Włoch w tej konkurencji. Jednocześnie jednak był to jego jedyny medal wywalczony na międzynarodowej imprezie tej rangi. Nigdy nie wystąpił na igrzyskach olimpijskich.